# نوبو ساساکی
نوبو ساساکی (انگلیسی: Nobuo Sasaki؛ زادهٔ ۲۲ مارس ۱۹۵۶) بازیکن هندبال اهل ژاپن بود.